# Zakład Systemów Sterowania
Zakład Systemów Sterowania (BS-3) – został utworzony w sierpniu 1978 roku, w ramach Ośrodka Badawczo-Rozwojowego Systemów Mechanizacji, Elektrotechniki i Automatyki Górniczej SMEAG. Pracownicy Zakładu wywodzili się w większości z Zakładu Automatyzacji Powierzchniowej (CPA), który wchodził w skład Zakładów Konstrukcyjno-Mechanizacyjnych Przemysłu Węglowego. Zakład ten, po przekształceniu ZKMPW w styczniu 1976 roku w Centrum Naukowo-Produkcyjne Elektrotechniki i Automatyki Górniczej EMAG, został nazywany początkowo Zakładem Automatyzacji (BA-8), a w styczniu 1977 roku Zakładem Systemów Dyspozytorskich (BS-1). Po wchłonięciu (styczeń 1982) Ośrodka Badawczo-Rozwojowego Systemów Mechanizacji, Elektrotechniki i Automatyki Górniczej SMEAG przez Centrum Naukowo-Produkcyjne Elektrotechniki i Automatyki Górniczej EMAG, Zakład Systemów Sterowania (BS-3) kontynuował działalność w nowych strukturach jako Zakład Systemów Dyspozytorskich (ZB-7).

## Działalność
Podstawowym zadaniem Zakładu Systemów Sterowania (BS-3) było opracowanie systemów monitorowania procesu technologicznego i stanu bezpieczeństwa kopalni węgla kamiennego. Wynikiem prac było przygotowanie koncepcji modułowewgo systemu dyspozytorskiego MSD-80, opracowanie i wdrożenie do produkcji w Zakładzie Elektroniki Górniczej w Tychach bazy sprzętowej systemu w postaci minikomputera PRS-4, oraz opracowanie i wdrożenie w kopalniach modułów systemu.
Unikalną cechą minikomputera PRS-4 była zgodność logiczna z minikomputerami HP2114B, HP2115A i HP2116C firmy Hewlett Packard, co pozwalało wykorzystywać ich bogate oprogramowanie narzędziowe i systemowe.
Opracowano  trzy moduły:
- SAK – oceny zagrożeń tąpaniami z wykorzystaniem pasywnych metod sejsmoakustyki,
- HADES – kontroli przebiegu procesu produkcyjnego kopalni i wybranych parametrów bezpieczeństwa,
- CMC1/2 – cyfrowej centrali metanometrycznej.

Do końca 1981 roku w polskich kopalniach zainstalowano 9 modułów SAK, 6 modułów HADES oraz 1 moduł CMC1/2.